# ناوگان اقیانوس آرام ایالات متحده
ناوگان اقیانوس آرام ایالات متحده جزئی از ناوگان نیروی دریایی ایالات متحده در سطح جبهه جنگ در اقیانوس آرام است که توسط فرماندهی اقیانوس هند-آرام ایالات متحده آمریکا رهبری می‌شود. دفتر مرکزی ناوگان در ایستگاه نیروی دریایی پرل هاربر، هاوایی، با امکانات ثانویه بزرگ در ایسلند شمالی، خلیج سن دیگو و در محدوده سرزمین اصلی ایالات متحده واقع شده‌است.

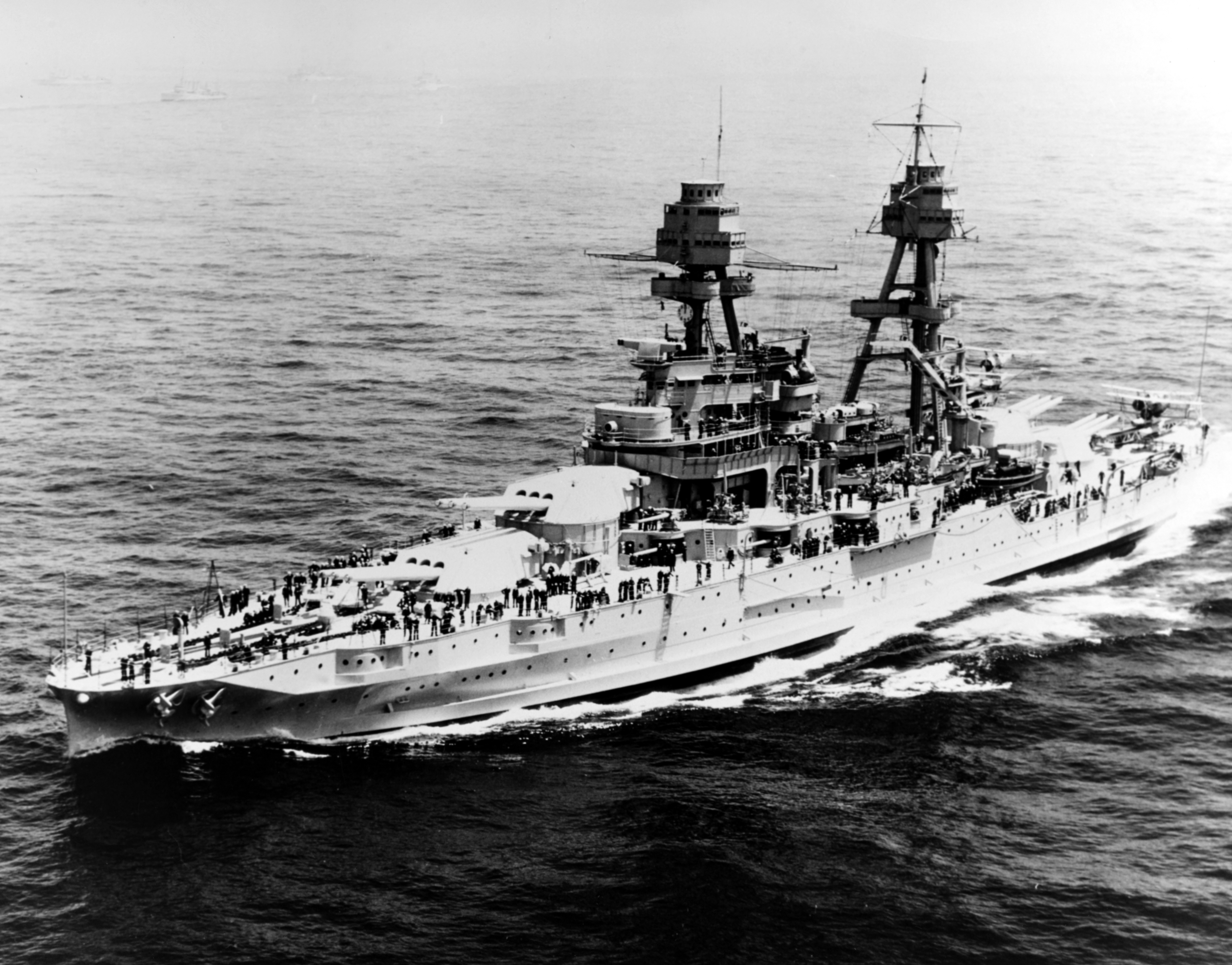
ناو یو اس اس پنسیلوانیا

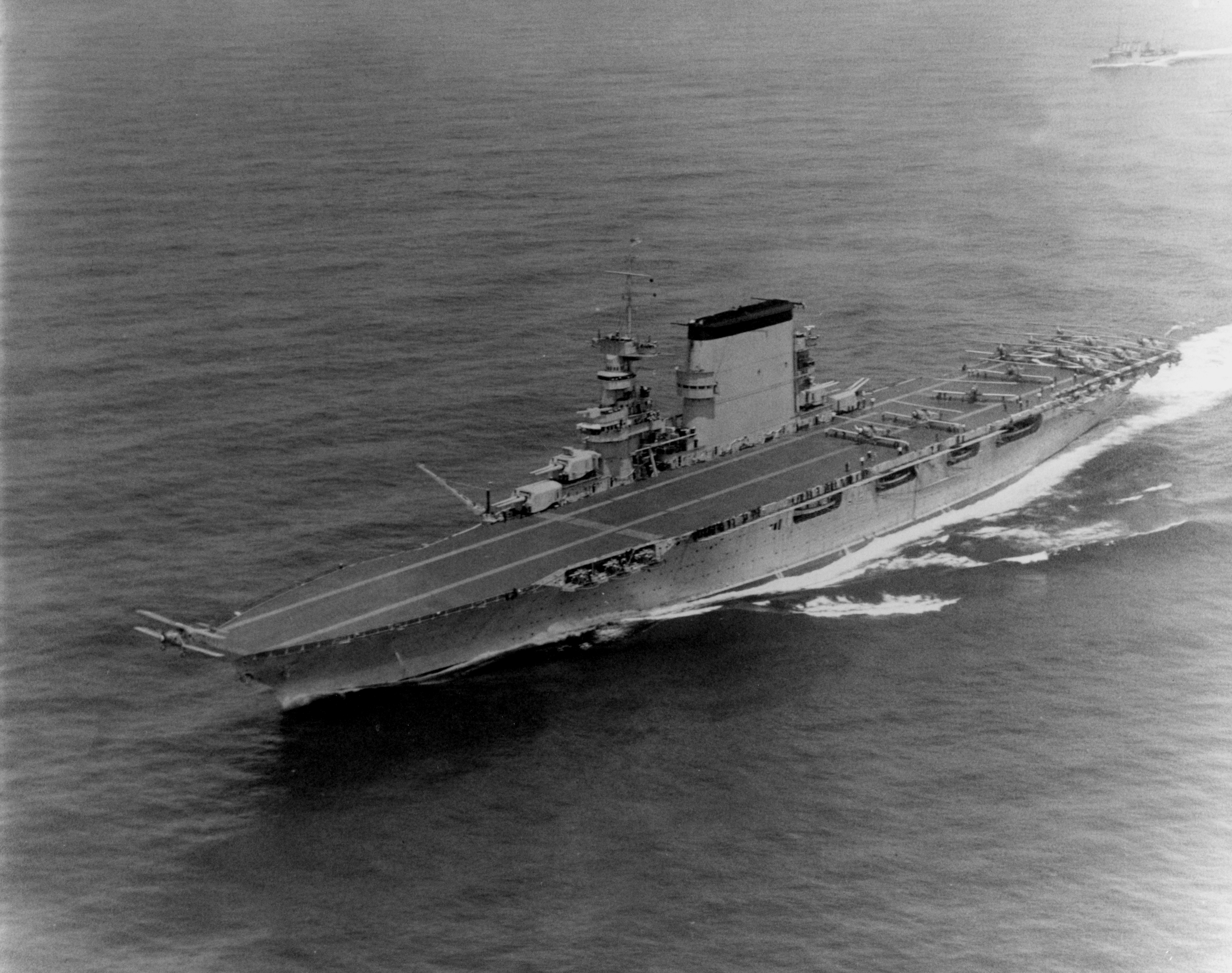
ناو هواپیمابر یو اس اس لکسینگتون

## فرماندهان
دریادار تام "آیس من" کازانسکی